# Edmund Krasowski
Edmund Marek Krasowski (ur. 30 sierpnia 1955 w Elblągu) – polski polityk i nauczyciel, poseł na Sejm X i I kadencji (1989–1993).

## Życiorys
Ukończył w 1979 studia astronomiczne na Wydziale Fizyki Uniwersytetu Warszawskiego. W okresie 1981–1983 pracował jako nauczyciel w szkołach Elblągu, Starym Polu i Malborku, a w latach 1984–1985 w Bibliotece Elbląskiej i Wojewódzkiej Stacji Sanitarno-Epidemiologicznej w Elblągu. W 1981 wstąpił do Niezależnego Samorządnego Związku Zawodowego „Solidarność”, w latach 1985–1986 był więziony w związku z działalnością podziemną związku. W 1989 został kierownikiem biura tymczasowego zarządu regionu NSZZ „S” w Gdańsku.
Sprawował mandat posła na Sejm X kadencji z ramienia Komitetu Obywatelskiego i I kadencji z listy Porozumienia Obywatelskiego Centrum. W 1992 przeszedł z PC do Ruchu dla Rzeczypospolitej, następnie związany ze Zjednoczeniem Polskim i Ruchem Odbudowy Polski. W wyborach w 1993, kandydując z gdańskiej listy PC, nie uzyskał reelekcji. W wyborach uzupełniających w 1994 bez powodzenia ubiegał się o mandat senatorski w województwie elbląskim, zajmując drugie miejsce z liczbą 22 487 głosów. W wyborach parlamentarnych w 1997 kandydował do Sejmu z elbląskiej listy ROP.
Jako poseł X kadencji był inicjatorem i uczestnikiem pierwszego po 1945 cywilnego rejsu polskiego jachtu przez Zalew Wiślany i Cieśninę Piławską.
Pracował w Urzędzie Morskim w Gdyni i Pomorskim Urzędzie Wojewódzkim w Gdańsku. W latach 1998–2002 zasiadał w sejmiku pomorskim I kadencji, mandat uzyskał z listy Akcji Wyborczej Solidarność. Był pierwszym dyrektorem oddziału Instytutu Pamięci Narodowej w Gdańsku, został z tej funkcji odwołany w grudniu 2006. Następnie był zastępcą pełnomocnika ds. ochrony informacji niejawnych w gdańskim porcie.
Mąż Barbary Madajczyk-Krasowskiej.

## Odznaczenia
W 2013, za wybitne zasługi dla przemian demokratycznych w Polsce, za osiągnięcia w działalności państwowej i publicznej, odznaczony Krzyżem Komandorskim Orderu Odrodzenia Polski. W 2018 został wyróżniony Krzyżem Wolności i Solidarności.